# Janneyrias
Janneyrias is een gemeente in het Franse departement Isère (regio Auvergne-Rhône-Alpes). De plaats maakt deel uit van het arrondissement Vienne. Janneyrias telde op 1 januari 2022 1.911 inwoners. 

## Geografie
De oppervlakte van Janneyrias bedroeg op 1 januari 2022 10,52 vierkante kilometer; de bevolkingsdichtheid was toen 181,7 inwoners per km².

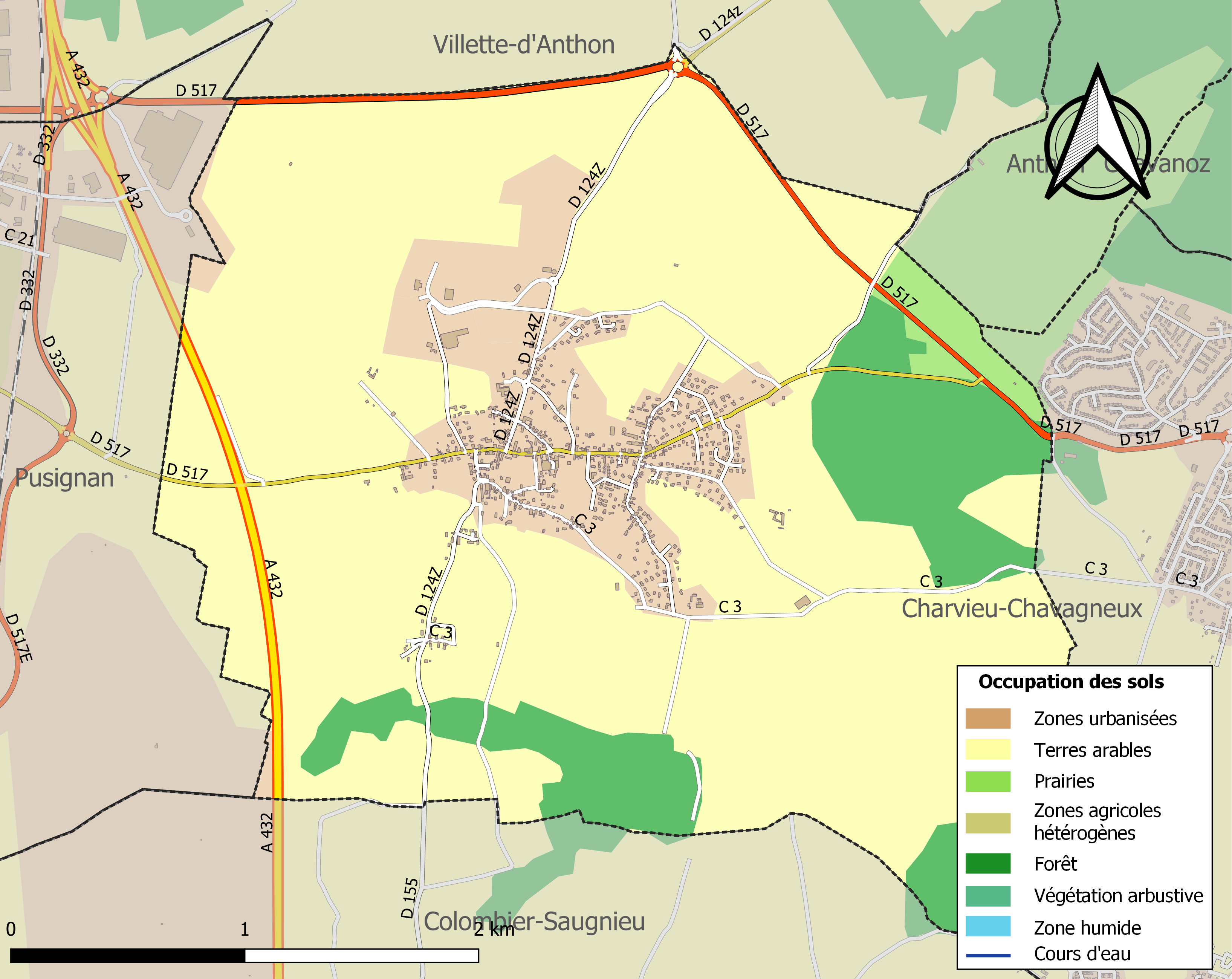
Kaart van de gemeente met de belangrijkste infrastructuur, bodemgebruik en omliggende gemeenten

## Demografie
Onderstaande figuur toont het verloop van het inwonertal (bron: INSEE-tellingen).